# آلفرد کوبین
آلفرد کوبین (آلمانی: Alfred Kubin؛ ۱۰ آوریل ۱۸۷۷ – ۲۰ اوت ۱۹۵۹) هنرمند تصویرگر، گراورساز و نویسندهٔ اهل اتریش بود. او از نمایندگان برجستهٔ سمبولیسم و اکسپرسیونیسم به‌شمار می‌آید.

## نگارخانه

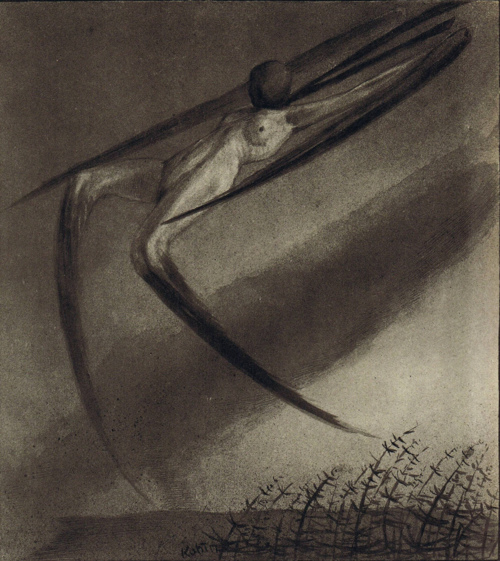
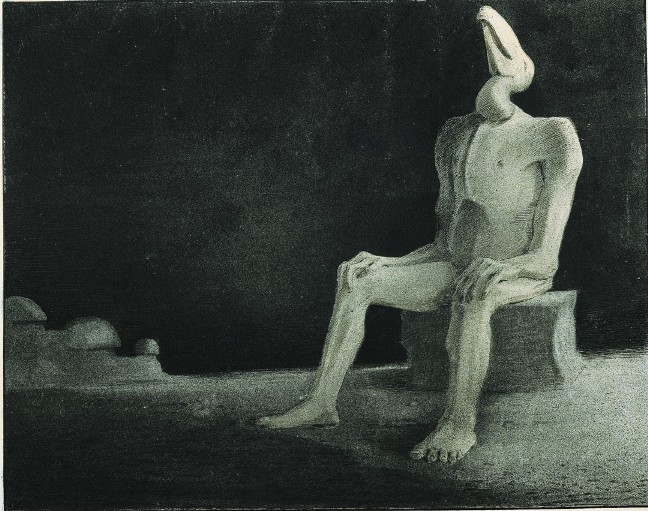
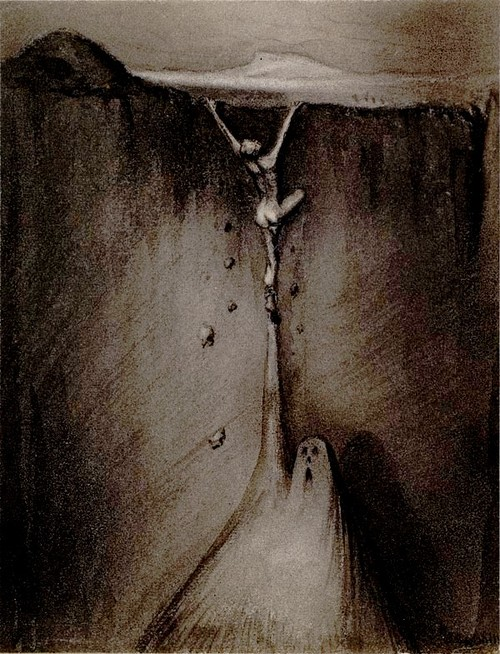